# Lennep
Lennep is een relatief grote stadswijk van de stad Remscheid in Duitsland. Evenals Wipperfürth, Ratingen en Düsseldorf was Lennep een van de hoofdsteden van het Hertogdom Berg. Lennep hoort bij de stad Remscheid sinds 1929.
Lennep hoort bij het traditionele gebied van het Westfaals. Het Westfaals van Lennep kan als overgangsdialect beschouwd worden naar het Limburgs en Kleverlands. Lennep ligt aan de Uerdinger Linie.

## Geboren
- Wilhelm Röntgen (1845-1923), natuurkundige en Nobelprijswinnaar (1901)